# Willie Nelson and Family
Willie Nelson and Family è il dodicesimo album in studio del cantante di musica country statunitense Willie Nelson, pubblicato nel 1971.

## Tracce
1. What Can You Do to Me Now? - 3:27 (Willie Nelson, Hank Cochran)
2. Sunday Morning Coming Down - 5:48 (Kris Kristofferson)
3. I'm So Lonesome I Could Cry - 2:24 (Hank Williams)
4. Fire and Rain - 2:57 (James Taylor)
5. Kneel at the Feet of Jesus - 2:47 (Nelson)
6. I'm a Memory - 2:24 (Nelson)
7. Yours Love - 3:02 (Harlan Howard)
8. I Can Cry Again - 2:57 (Nelson)
9. That's Why I Love Her So - 2:31 (Nelson)
10. Today I Started Loving You Again - 4:01 (Merle Haggard, Bonnie Owens)